# Presidente della Georgia
Il presidente della Georgia (in georgiano საქართველოს პრეზიდენტი?, sakartvelos p'rezident'i) è il capo di Stato della Georgia e il comandante in capo delle forze armate, rappresentandola inoltre nelle relazioni internazionali.